# L'ultima cima
L'ultima cima (La última cima) è un film documentario del 2010 diretto da Juan Manuel Cotelo.
Proiettato per la prima volta a Madrid il 3 giugno 2010, il film spagnolo, a carattere religioso, raccoglie le richieste che i giovani spagnoli hanno verso i preti e le testimonianze dirette sulla vita di Pablo Domínguez Prieto, prete e professore di filosofia e teologia all'università ecclesiale di San Damaso, morto in un incidente di arrampicata nel Moncayo, l'unica vetta dei Pirenei che non aveva ancora scalato, con l'alpinista e professoressa Sara de Jesus Gomez.